# روبرت ماكنوت
روبرت إتش ماكنوت (مواليد 1956 في إسكتلندا) هو عالم فلك اسكتلندي-أسترالي في مدرسة أبحاث الفلك والفيزياء الفلكية بالجامعة الوطنية الأسترالية. أكشتف 483 كوكب صغير.